# Die Babylonier
Die Babylonier ist die erste politische Komödie und vermutlich das zweite Werk überhaupt des griechischen Dichters Aristophanes. Ihre Veröffentlichung geht auf die Dionysien von 426 v. Chr. zurück, auf denen Kallistratos sie aufführte. Sie war das erste Werk des Aristophanes, das mit dem ersten Preis dekoriert wurde, nachdem „Die Schmausbrüder“ im Vorjahr immerhin den zweiten Platz erringen konnte. Heute sind nur noch einige Ausschnitte erhalten.
Mit „Die Babylonier“ sorgte Aristophanes für handfeste Aufregung. Im Chor werden die Städte des Attischen Seebunds als hart arbeitende Sklaven an der Handmühle des Militärführers Kleon symbolisiert, vor den Augen der Gesandten aus ebendiesen Orten. Diese kommen zur Zeit solcher Theateraufführungen immer nach Athen, um Tribut zu zahlen. Aristophanes kritisiert hier satirisch das Demagogentum Kleons sowie den Imperialismus Athens und macht sich über die teuren, gewählten Ratsmitglieder lustig, was ihm eine folgenlose Klage Kleons wegen Beleidigung und Verleumdung der Polis einbringt.